# Commercial Crew Program

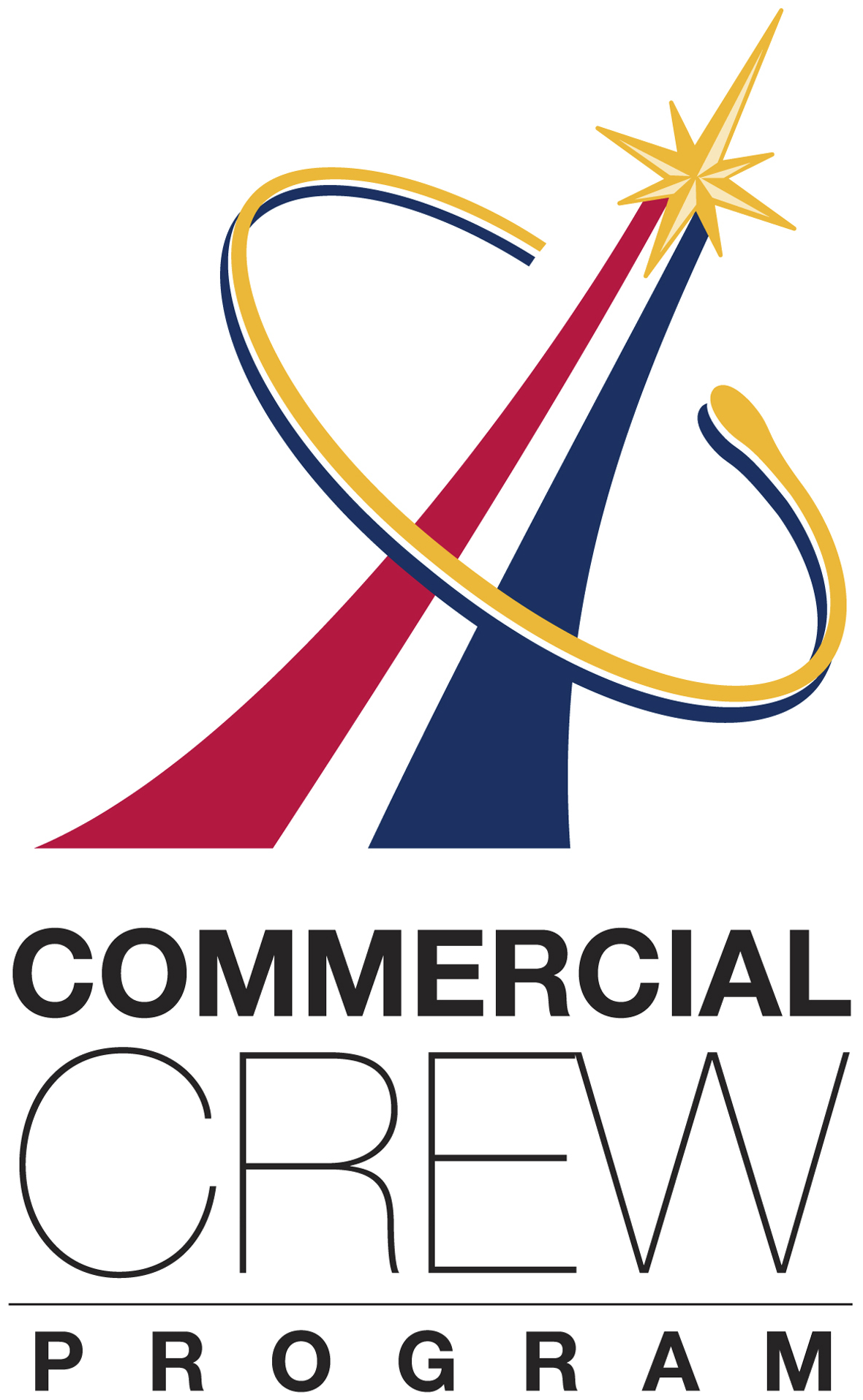
Logo Commercial Crew Program

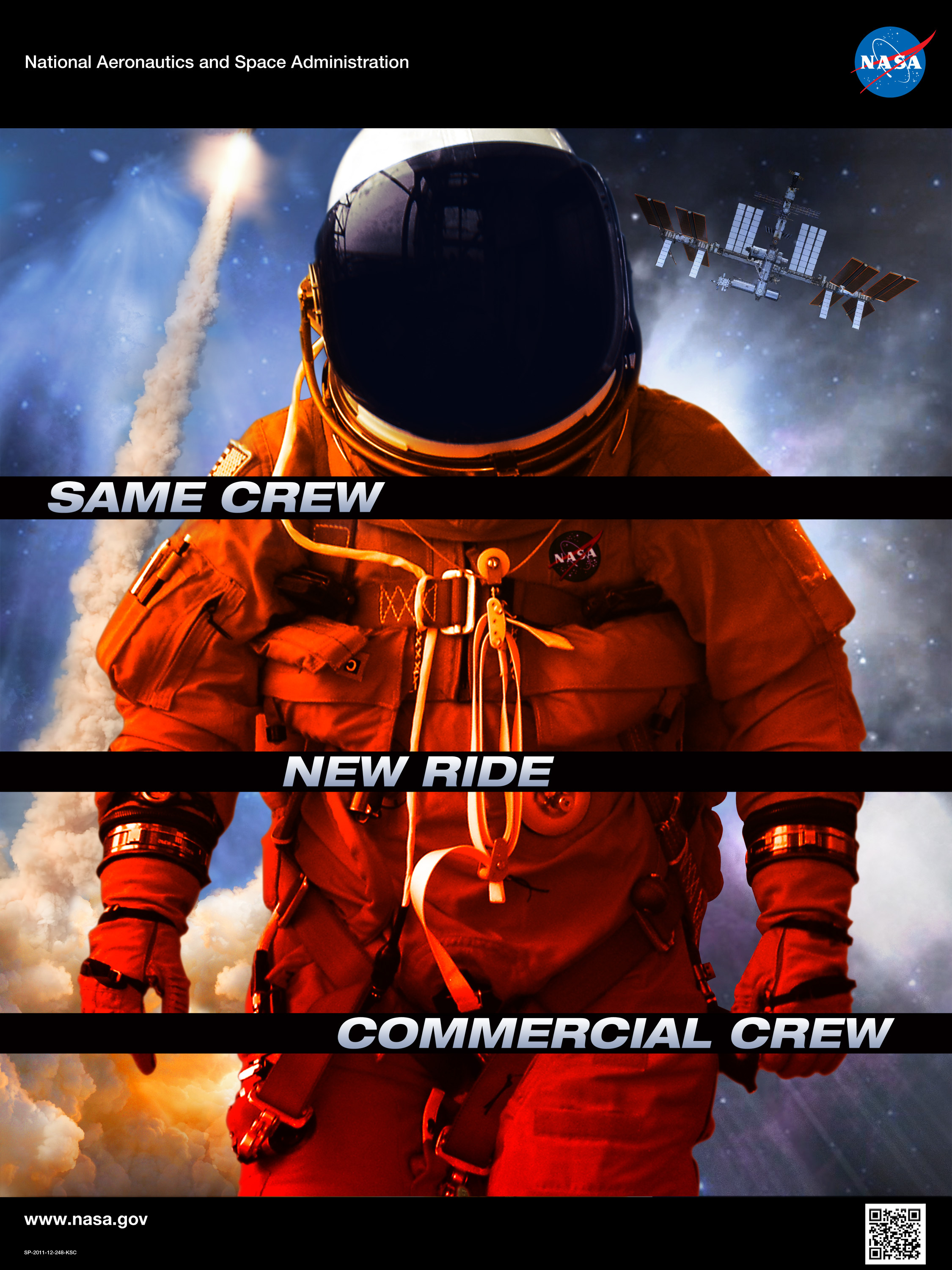
Plakat programu (2012)

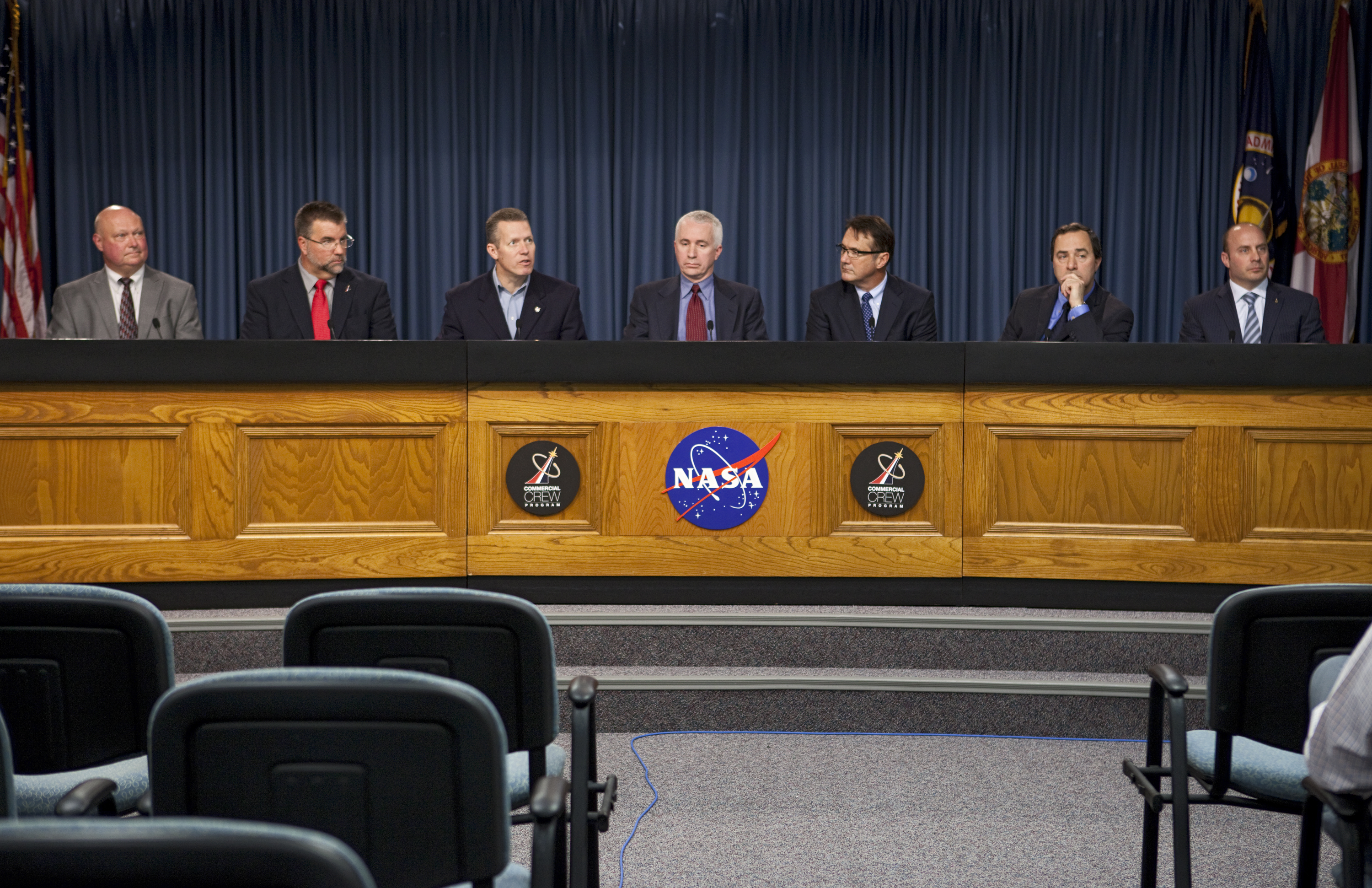
Zarząd i wykonawcy programu CCP. Od lewej: Mike Curie (NASA), Ed Mango (NASA), Phil McAlister (NASA), Rob Meyerson (Blue Origin), John Mulholland (Boeing), Mark Sirangelo (Sierra Nevada), Garrett Reisman (SpaceX) (styczeń 2013)

Obecnie eksploatowane załogowe statki kosmiczne

Commercial Crew Program (skrót: CCP) – program realizowany od 2009 r. przez NASA mający na celu wspieranie i stymulowanie wysiłków podejmowanych przez różne prywatne firmy w zakresie astronautyki załogowej. W ramach kolejnych czterech rund programu wyłaniane są na drodze konkursów przedsiębiorstwa, które wykazują się największym postępem prac. Bezpośrednim celem programu jest zapewnienie NASA możliwości wymiany załóg Międzynarodowej Stacji Kosmicznej (ISS), która od wycofania ze służby amerykańskich promów kosmicznych w 2011 r. odbywa się wyłącznie za pomocą rosyjskich statków Sojuz. NASA zamierza natomiast skoncentrować swoje wysiłki na budowie statku załogowego Orion przeznaczonego do lotów w dalszy kosmos, m.in. na Księżyc.
Program CCP jest realizowany w czterech rundach, w ramach których ogłaszane są kolejne konkursy dla firm proponujących swoje rozwiązania dla systemu załogowego transportu kosmicznego:
- Commercial Crew Development (CCDev), 2010–2011,
- Commercial Crew Development Round 2 (CCDev2), 2011–2012,
- Commercial Crew integrated Capability (CCiCap), 2012–2014,
- dodatkowe zadania w ramach CCiCap, 2014–2016.

Niezależnie w 2013 r. rozpoczął się proces certyfikacji budowanych statków:
- Certification Products contracts (CPC), 2013–2014,
- Commercial Crew Transportation Capability (CCtCap), od 2014 r.

Przewiduje się, że w wyniku realizacji całego programu CCP zostanie wyłoniona jedna lub dwie firmy, które uzyskają kontrakty NASA na dostarczanie załóg do Międzynarodowej Stacji Kosmicznej od ok. 2016 r.

## Etapy programu

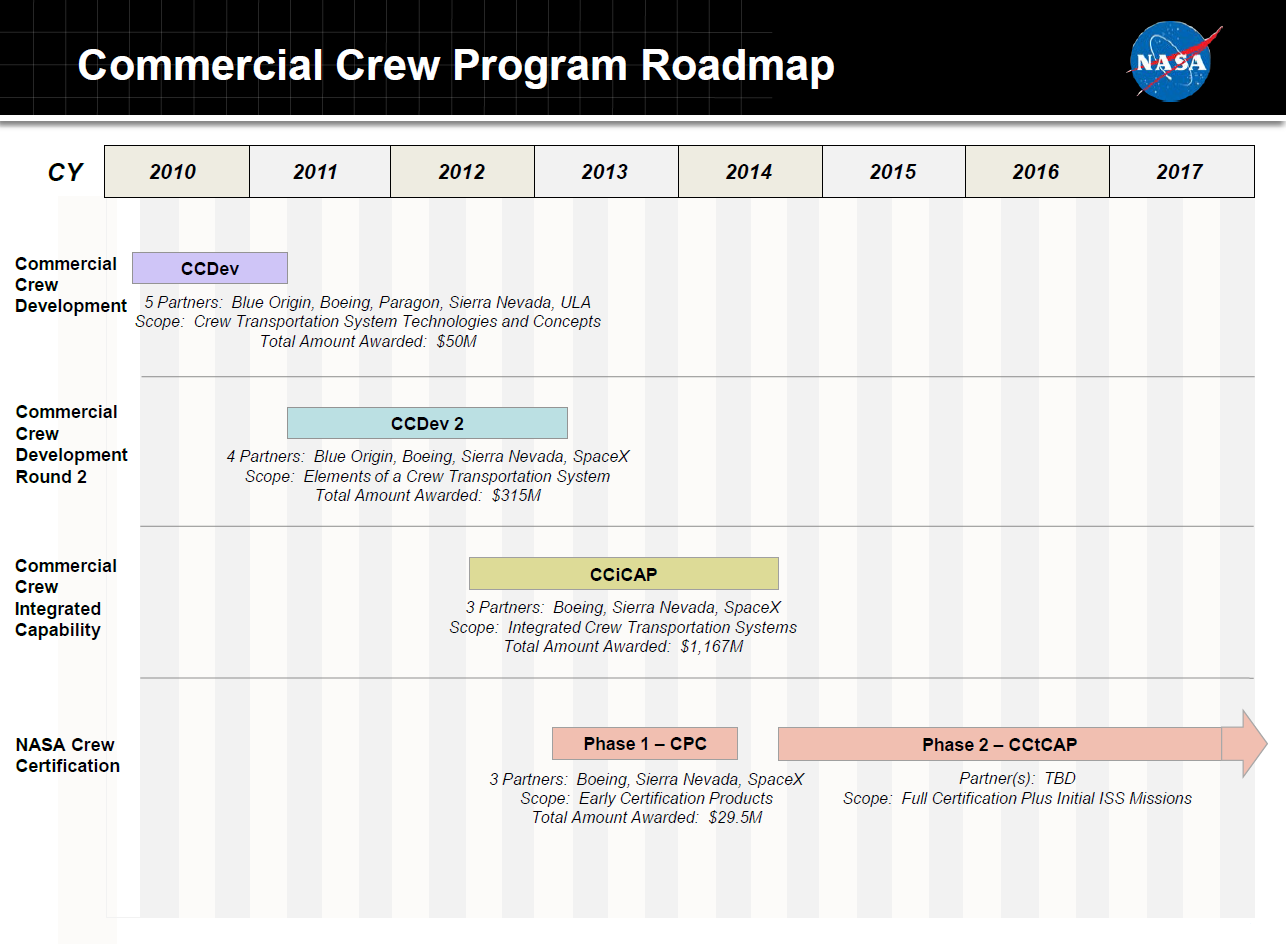
Harmonogram prac w ramach Commercial Crew Program (grudzień 2013)

### Commercial Crew Development (CCDev, ogłoszony w 2010 r.)
W 2010 r. przeznaczono na program CCDev 50 mln USD. Pieniądze te zostały rozdzielone pomiędzy następujące firmy:
- Blue Origin – 3,7 mln USD na konstrukcję systemu ratunkowego podczas startu (LAS) typu „pusher” oraz budowę kompozytowego modułu załogowego dla testów.
- Boeing Company – 18 mln USD na budowę nowego statku załogowego CST-100.
- Paragon Space Development Corporation – 1,4 mln USD na konstrukcję systemu podtrzymywania życia.
- Sierra Nevada Corporation – 20 mln USD (to największa kwota w ramach CCDev) na dalszy rozwój tworzonego przez firmę systemu transportu kosmicznego, który stanowi miniwahadłowiec Dream Chaser.
- United Launch Alliance – 6,7 mln USD na dopracowanie systemu wykrywania zagrożeń dla rakiet Atlas V i Delta IV.

### Commercial Crew Development Round 2 (CCDev2, ogłoszony w 2011 r.)
W latach 2011–2012 była realizowana druga runda programu CCDev (CCDev 2). W listopadzie 2010 r. została ogłoszona przez NASA wstępna kwota, jaka zostanie przeznaczona na ten cel, wynosząca 200 mln USD. 18 kwietnia 2011 r. została ustalona i ogłoszona lista beneficjentów programu, którym przyznano łącznie 269,3 mln USD. Prace będą prowadzone przez 12-14 miesięcy od momentu przyznania środków.
Beneficjentami rundy CCDev2 zostały następujące firmy:
- Blue Origin – na rozwój systemu transportu orbitalnego składającego się ze statku załogowego SV i rakiety nośnej z odzyskiwanymi silnikami RSB, 22 mln USD,
- Sierra Nevada Corp. – na budowę miniwahadłowca Dream Chaser, 80 mln USD,
- Space Exploration Technologies (SpaceX) – na przystosowanie kapsuły Dragon do lotów załogowych, 75 mln USD,
- The Boeing Company – na budowę kapsuły załogowej CST-100, 92,3 mln USD.

Już w czasie trwania CCDev2 zwiększono finansowanie dla dwóch firm, przeznaczając je na realizację dodatkowych zadań: Sierra Nevada Corp. 25,6 mln USD, natomiast The Boeing Company 20,6 mln USD.
Ponadto, po kilku miesiącach trwania programu CCDev2, NASA podpisała bezkwotowe porozumienia z następującymi firmami:
- United Launch Alliance (ULA) – na przystosowanie rakiety Atlas V do lotów załogowych.
- Alliant Techsystems (ATK) – na budowę rakiety Liberty (korzystającej z rozwiązań Ares I i Ariane 5).
- Excalibur Almaz – na budowę kapsuły Ałmaz opartej na radzieckiej konstrukcji TKS.

### Commercial Crew integrated Capability (CCiCap, ogłoszony w 2012 r.)
Trzecia runda programu CCP, wcześniej określana jako CCDev3, została ogłoszona 7 lutego 2012 r. Termin zgłaszania wniosków upłynął 23 marca 2012 r., natomiast rozstrzygniecie konkursu i ogłoszenie listy beneficjentów odbyło się 3 sierpnia 2012 r. Realizacja programu będzie trwała do maja 2014 r.
Beneficjentami rundy CCiCap zostały firmy:
- Sierra Nevada Corp. – na kontynuację prac nad miniwahadłowcem Dream Chaser, 212,5 mln USD,
- Space Exploration Technologies (SpaceX) – na przystosowanie kapsuły Dragon do lotów załogowych, 440 mln USD,
- The Boeing Company – na kontynuację budowy kapsuły CST-100, 460 mln USD.

Po zakończeniu zasadniczej części rundy CCiCap w maju 2014 r., rozpocznie się okres realizacji dodatkowych zadań, które będą finansowane na podstawie odrębnych porozumień. W sierpniu 2013 r. NASA ogłosiła, że w 2014 r. Boeing i SpaceX otrzymają na realizację dodatkowych zadań po 20 mln USD, natomiast Sierra Nevada Corp. 15 mln. USD.
Następnym krokiem będzie utworzenie programu NASA mającego na celu sfinansowanie komercyjnego transportu astronautów na orbitę, w tym do Międzynarodowej Stacji Kosmicznej ISS. Będzie to program analogiczny do COTS, który ma na celu zabezpieczenie zaopatrzenia ISS.

### Certification Products Contract (CPC, ogłoszony w 2012 r.)
CPC stanowi pierwszą fazę etapu certyfikacji budowanych statków do przeprowadzania orbitalnych lotów załogowych. Konkurs CPC został ogłoszony 13 sierpnia, z datą składania wniosków do 12 października 2012 r. Wyniki konkursu zostały ogłoszone przez NASA 10 grudnia 2012 r.:
- The Boeing Company – 9,993 mln USD,
- Sierra Nevada Corp. – 10 mln USD,
- Space Exploration Technologies (SpaceX) – 9,59 mln USD.

Okres realizacji programu rozpocznie się 22 stycznia 2013 r. i potrwa przez 15 miesięcy, do 30 maja 2014 r., będzie zatem przez cały czas prowadzony równolegle z rundą CCiCap. Przyznane fundusze są jednak stosunkowo niewielkie i nie przekraczają 10 mln USD dla każdego z beneficjentów. Konkurs był otwarty i jego beneficjentami mogły zostać firmy niekoniecznie będące beneficjentami CCiCap. Po zakończeniu CPC rozpocznie się druga faza certyfikacji, która zakończy się ostateczną certyfikacją wybranych konstrukcji.

### Commercial Crew Transportation Capability (CCtCap, ogłoszony pod koniec 2013 r.)
Jest to drugi, końcowy już etap programu budowy i certyfikacji statków. CCtCap obejmuje także sfinansowanie maksymalnie sześciu misji pocertyfikacyjnych. Ze względu na to, że jest to końcowa runda programu CCP, obejmująca już dostarczenie certyfikowanego statku gotowego do lotów załogowych na ISS, przeznaczono na nią największą kwotę pieniędzy. Ponadto dążąc do zagwarantowania do końca konkurencji w ramach programu, zdecydowano przyznać finansowanie dwóm firmom.
NASA ogłosiła wyniki konkursu 16 września 2014 r. Finansowanie otrzymały firmy:
- The Boeing Company – 4,2 mld USD,
- Space Exploration Technologies (SpaceX) – 2,6 mld. USD.

Trzecia z firm, które zgłosiły wniosek do konkursu, Sierra Nevada Corp., nie otrzymała finansowania. Firma złożyła odwołanie do Government Accountability Office (GAO), jednak decyzją z 5 stycznia 2015 r. zostało ono oddalone.

## Finansowanie programu
W poniższej tabeli zsumowano wszystkie kwoty wydatkowane przez NASA w ramach programu CCP na poszczególne przedsiębiorstwa (w mln USD):
| Runda (w latach)               | CCDev (2010–2011) | CCDev2 (2011–2012) | CCiCap (2012–2014) | CPC (2013–2014) | CCtCap (2014–2017) | Razem (2010–2017) |
| ------------------------------ | ----------------- | ------------------ | ------------------ | --------------- | ------------------ | ----------------- |
| Producenci statków załogowych: |                   |                    |                    |                 |                    |                   |
| The Boeing Company             | 18,0              | 92,3 + 20,61       | 460,0 + 20,04      | 10,0            | 4200,0             | 4820,9            |
| Blue Origin                    | 3,7               | 22,0               | 05                 | –               | –                  | 25,7              |
| Sierra Nevada Corp.            | 20,0              | 80,0 + 25,61       | 212,5 + 15,04      | 10,0            | –                  | 363,1             |
| SpaceX2                        | –                 | 75,0               | 440,0 + 20,04      | 9,6             | 2600,0             | 3144,6            |
| Excalibur Almaz                | –                 | 03                 | –                  | –               | –                  | 0                 |
| Producenci rakiet nośnych:     |                   |                    |                    |                 |                    |                   |
| United Launch Alliance         | 6,7               | 03                 | –                  | –               | –                  | 6,7               |
| Alliant Techsystems (ATK)      | –                 | 03                 | –                  | –               | –                  | 0                 |
| Inni:                          |                   |                    |                    |                 |                    |                   |
| Paragon Space Dev.             | 1,4               | –                  | –                  | –               | –                  | 1,4               |
| Razem:                         | 49,8              | 315,5              | 1167,5             | 29,6            | 6800,0             | 8362,4            |

1 Dodatkowa kwota przyznana we wrześniu 2011 r.

2 SpaceX bierze również udział w programie COTS finansującym rozwój systemu transportu zaopatrzenia na ISS.

3 Bezkwotowe porozumienie podpisane w 2011 r. w ramach CCDev2.

4 Dodatkowe zadania przydzielone w sierpniu 2013 r.

5 Bezkwotowe porozumienie podpisane w 2013 r. w ramach rozszerzenia CCDev2.

## Przegląd rozwijanych konstrukcji
W poniższym zestawieniu uwzględniono konstrukcje, które były przez NASA brane pod uwagę podczas całej realizacji programu CCP, w tym również te, które nie zostały zaakceptowane do realizacji w późniejszych jego etapach.
| Statek            | Producent                      | Rodzaj statku                                       | Rakieta nośna                                  | System ucieczkowy podczas startu (LAS) | Sposób lądowania                     | Moduły                               | Masa startowa (t) | Załoga | Objętość użytkowa (m3) |
| ----------------- | ------------------------------ | --------------------------------------------------- | ---------------------------------------------- | -------------------------------------- | ------------------------------------ | ------------------------------------ | ----------------- | ------ | ---------------------- |
| Crew Dragon       | SpaceX                         | Metalowa kapsuła                                    | Falcon 9 (własna)                              | Na własnych silnikach (pusher)         | Spadochrony i/lub na LAS typu pusher | Załogowy zintegrowany z narzędziowym | 10                | do 7   | 11                     |
| CST-100 Starliner | Boeing                         | Metalowa kapsuła                                    | Atlas V (ULA)                                  | Na własnych silnikach (pusher)         | Spadochrony: na wodzie lub lądzie    | Załogowy + narzędziowy               | 10                | do 7   | ?                      |
| Dream Chaser      | Sierra Nevada Corp.            | Kompozytowy wahadłowiec (VTHL)                      | Atlas V (ULA)                                  | Silniki orbitera                       | Na pasie lotniska                    | Orbiter                              | 11,3              | do 7   | 16                     |
| Space Vehicle     | Blue Origin                    | Kompozytowa kapsuła z własną siłą nośną             | Początkowo Atlas V (ULA), później RBS (własna) | Na własnych silnikach (pusher)         | Na LAS typu pusher                   | Załogowy + narzędziowy               | ?                 | do 4   | ?                      |
| Almaz             | Excalibur Almaz Inc.           | Metalowa kapsuła (według radzieckiego projektu TKS) | ?                                              | Tradycyjna wieża                       | Spadochrony: na wodzie lub lądzie    | Załogowy + narzędziowy               | 6                 | do 3   | ?                      |
| CCM               | Alliant Techsystems Inc. (ATK) | Kompozytowa kapsuła                                 | Liberty (własna)                               | Tradycyjny (nakładany, MLAS)           | Spadochrony: na wodzie               | Załogowy + narzędziowy + cargo       | ?                 | do 7   | ?                      |

|  |  |  |